# Willem Piso
Willem Piso (Leiden, 1611-Ámsterdam, 28 de noviembre de 1678) fue un médico y naturalista holandés, quien participó como cirujano expedicionario en las invasiones neerlandesas al Brasil, desde 1637 a 1644, apoyados por el earl Juan Mauricio de Nassau y la Compañía Neerlandesa de las Indias Occidentales. Piso fue uno de los fundadores de la Medicina tropical. Su nombre también es referido como Guilherme Piso (en portugués), Willem Pies (en neerlandés) o Guilielmo Pisonis (en latín).
Piso finalizó sus estudios en Caen, en 1633, y se instaló en Ámsterdam como doctor, antes de partir a Brasil como médico liberal, y en compañía de los pintores Albert Eckhout y Frans Post. Allí Piso propició el consumo de pescado fresco, vegetales, y frutas, después de descubrir que los soldados y marineros sufrían problemas físicos derivados de deficiencias en la dieta.
En conjunto con Georg Marcgraf y originalmente publicado por Joannes de Laet, escribe Historia Naturalis Brasiliae (1648), la primera aproximación científica occidental a la flora y fauna brasileñas. Según los informes en el libro, recogió plantas y animales en Brasil, además de estudiar las enfermedades tropicales y terapias indígenas, tales como la raíz de la ipecacuanha y las hojas de jaborandí.

## Honores

### Epónimos
- En su honor se nombró al planeta menor: 11240 Piso
- En la familia Nyctaginaceae, el género Pisonia Plum. ex L. 1753.

- La abreviatura «Piso» se emplea para indicar a Willem Piso como autoridad en la descripción y clasificación científica de los vegetales.[1]